# كي الملابس

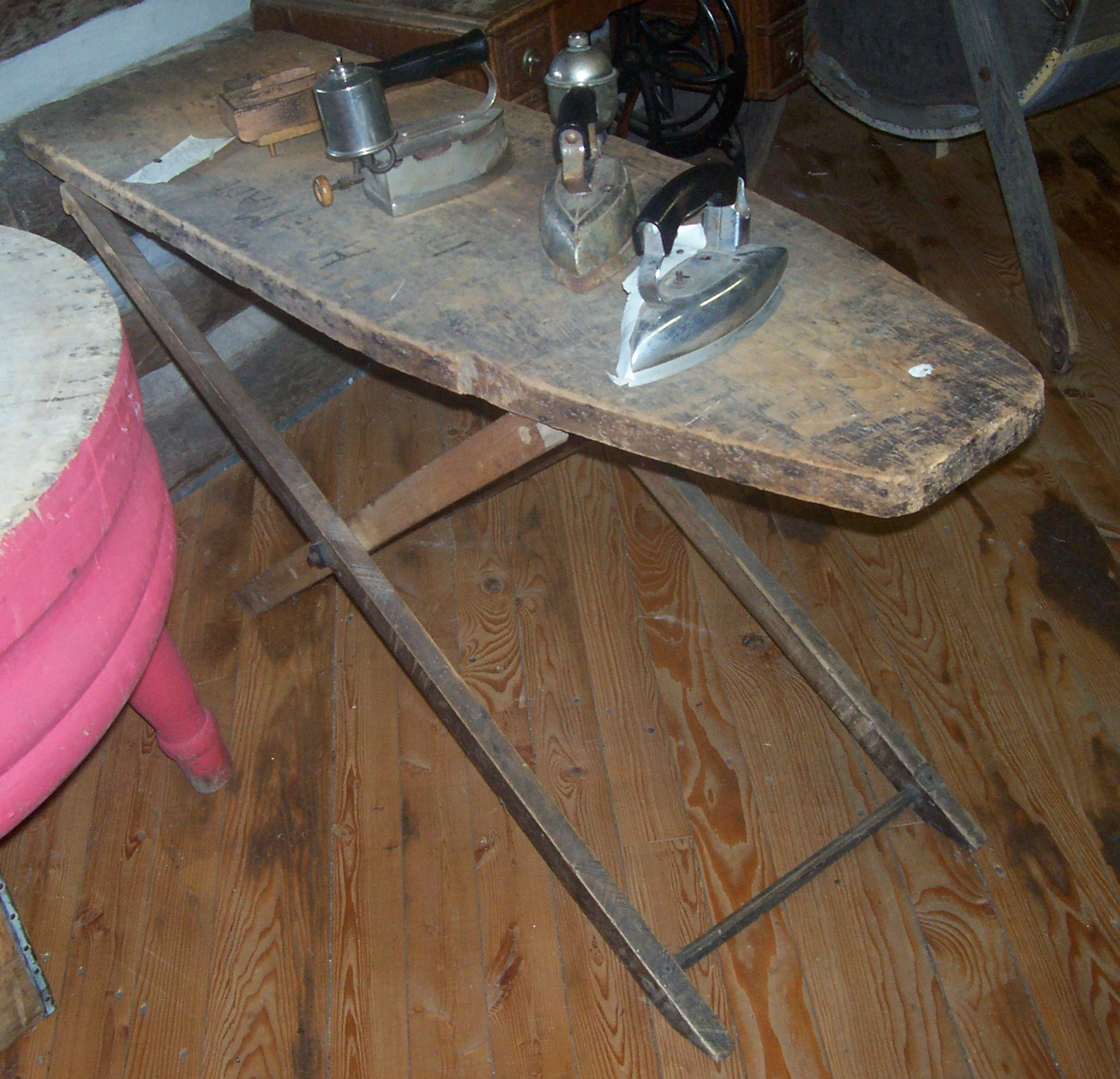
منضدة الكي.

كى الملابس هو استخدام أداة ساخنة (المكواة) لإزالة التجاعيد من النسيج. وعادة ما يتم التسخين لدرجة حرارة 180-220 درجة مئوية، اعتمادا على حسب نوع خامة النسيج. يتم الكي عن طريق تفكيك أو اضعاف الروابط بين جزيئات البوليمر ذات السلاسل الطويلة في ألياف المادة. وبينما تكون الجزيئات ساخنة، يعمل وزن المكواة على تقويم الألياف وفردها باستقامة، وتحتفظ الالياف بشكلها الجديد بعدما تبرد.  وتتطلب بعض الأقمشة، مثل القطن، إضافة الماء لأضعاف الروابط بين الجزيئات. الكثير من الأقمشة الحديثة (التي تم ابتكارها في أو بعد منتصف القرن العشرين) تم الترويج لها على اساس انها تحتاج إلى القليل من الكي أو لا تحتاج كي علي الإطلاق؛ وقد صممت الملابس دائمة الاستواء التي لا تحتاج الا الكي الهين من خلال الجمع بين البوليستر المقاوم للتجعد مع القطن.
ومن المعروف أن أول استخدام للملابس المكوية بالمعادن الساخنة كان في الصين. تم اختراع المكواة الكهربائية في عام 1882، من قبل هنري دبليو سيلي، وسجل سيلي براءة اختراعه للمكواة الكهربائية في 6 يونيو 1882.